# Seznam ukrajinských poslanců, kteří zahynuli v rusko-ukrajinské válce.
V článku je uveden seznam vojenského personálu Ozbrojených sil Ukrajiny, kteří zahynuli v rusko-ukrajinské válce a v civilním životě byli poslanci. Seznam zahrnuje lidové poslance, poslance místních a vesnických rad. Stranická příslušnost je uvedena ke dni poslaneckého mandátu.

## Seznam padlých
|    | Příjmení, jméno                   | Politická strana                                                  | Funkce | Jednotka                                                                            | Vojenská hodnost (specializace)                                                              | Datum úmrtí               | Místo úmrtí                                                                                    | Zdroje               |
| -- | --------------------------------- | ----------------------------------------------------------------- | --- | ----------------------------------------------------------------------------------- | -------------------------------------------------------------------------------------------- | ------------------------- | ---------------------------------------------------------------------------------------------- | -------------------- |
| 1  | Čupylka Anatolij Mychajlovyč      | Všeukrajinské sdružení „Svoboda“                                  | poslanec Čerkaské oblastní rady | 90 samostatný aeromobilní prapor                                                    | mladší seržant, zástupce velitele čety (sniper)                                              | 20. ledna 2015            | Doněck                                                                                         | [ 1 ]                |
| 2  | Matvijiv Taras Tarasovyč          | Ukrajinská haličská strana                                        | poslanec Žydačivské rajónní rady (2015—2020), Lvovská oblast                                                                               | 24 samostatná mechanizovaná brigáda                                                 | poručík, velitel čety                                                                        | 13. července 2020         | Troicke                                                                                        | [ 2 ]                |
| 3  | Oksančenko Oleksandr Jakovyč      | Síla a Čest                                                       | poslanec Myrhorodské městské rady 8. svolání, Poltavská oblast                                                                             | 831 brigáda taktického letectva                                                     | plukovník, vojenský pilot                                                                    | 25. února 2022            | ve vzdušném boji nad Kyjevem                                                                   | [ 3 ]                |
| 4  | Maksym Kozačyna                   | Všeukrajinské sdružení „Svoboda“                                  | poslanec Ivankivské rajónní rady VII. svolání, Kyjevská oblast                                                                             |                                                                                     | Kaplan                                                                                       | 26. února 2022            | vesnice Rozvaživ, Ivankivský rajón, Kyjevská oblast                                            | [ 4 ]                |
| 5  | Ponomarenko Serhij Vasylovyč      | Evropská Solidarita                                               | poslanec Bohoduchivské rajónní rady 7. svolání, Charkovská oblast                                                                          | Ozbrojené síly Ukrajiny (jednotka nestanovena)                                      |                                                                                              | 28. února 2022            | u Charkova                                                                                     | [ 5 ]                |
| 6  | Rudjak Tymofij Jaroslavovyč       | Evropská Solidarita                                               | Poslanec Fastivské městské rady, Kyjevská oblast                                                                                           | 206 samostatný prapor územní obrany                                                 | poručík                                                                                      | 3. března 2022            | Kyjevská oblast                                                                                | [ 6 ]                |
| 7  | Marčenko Oleksandr Oleksandrovyč  | Všeukrajinské sdružení „Svoboda“                                  | Lidový poslanec Ukrajiny 8. svolání | 72 samostatná mechanizovaná brigáda                                                 | starší seržant (pomocník granátníka)                                                         | 7. března 2022            | Pušča-Vodycja, Kyjev                                                                           | [ 7 ]                |
| 8  | Oleh Kuzenko                      | Všeukrajinské sdružení „Svoboda“                                  | Lvovská oblastní rada VI. svolání | 24 samostatná mechanizovaná brigáda                                                 | Starší voják                                                                                 | 26. března 2022           | Popasna                                                                                        | [ 8 ]                |
| 9  | Kovaliv Volodymyr Ivanovyč        | Všeukrajinské sdružení „Svoboda“                                  | poslanec Sambirské městské rady, Lvovská oblast                                                                                            | 103 samostatná brigáda územní obrany                                                | průzkumník                                                                                   | 15. dubna 2022            | Charkovská oblast                                                                              | [ 9 ]                |
| 10 | Hončaruk Viktor Vasylovyč         | Síla a Čest                                                       | poslanec Novohrad-Volynské rajónní rady, Žytomyrská oblast                                                                                 | 95 samostatná výsadková útočná brigáda                                              | starší voják                                                                                 | 28. dubna 2022            | u Charkova                                                                                     | [ 10 ] [ 11 ]        |
| 11 | Duchnyckyj Serhij Anatolijovyč    | Všeukrajinské sdružení „Svoboda“                                  | poslanec Volyňské oblastní rady 7. svolání, poslanec Kovelovské rajónní rady                                                               | rota ostrahy 1 oddělení Kovelovského RTTsK a SP                                     | velitel oddílu                                                                               | 24. května 2022           | Ljuboml                                                                                        | [ 12 ]               |
| 12 | Kuzmyn Roman Jaroslavovyč         | Všeukrajinské sdružení „Svoboda“                                  | poslanec Lančynské obecní rady Nadirjanské rajónu Ivano-Frankivské oblasti                                                                 | 80 samostatná výsadková útočná brigáda                                              | starší voják (kulometník)                                                                    | 3. července 2022          | u vesnice Hryhorivka, Bachmutského rajónu, Doněcké oblasti                                     | [ 13 ] [ 14 ]        |
| 13 | Žerebeckyj Taras Petrovyč         | Evropská Solidarita                                               | poslanec Lvovské rajónní rady | 80 samostatná výsadková útočná brigáda                                              | starší seržant                                                                               | 18. července 2022         | u Lysyčansku                                                                                   | [ 15 ]               |
| 14 | Kucyn Oleh Ivanovyč               | Všeukrajinské sdružení „Svoboda“                                  | poslanec Ťačivské městské rady, Zakarpatská oblast                                                                                         | Prapor „Karpatská Sič“                                                              | poručík, velitel 49. OSB Ozbrojených sil Ukrajiny „Karpatská Sič“, vedoucí „Legionu Svobody“ | 19. června 2022           | Virnopillja, Izjumský rajón Charkovské oblasti                                                 | [ 16 ]               |
| 15 | Vasjuk Kosťantyn Ivanovyč         | Všeukrajinské sdružení „Svoboda“                                  | poslanec Kalynivské městské rady (2010), Kalynivské rajónní rady 7. svolání (2015), Vinnycká oblast                                        | 46 samostatná aeromobilní brigáda                                                   | výsadkář                                                                                     | 24. srpna 2022            | v jižním směru                                                                                 | [ 17 ] [ 18 ] [ 19 ] |
| 16 | Roman Hrapeniuk                   | Všeukrajinské sdružení „Svoboda“                                  | Luhivská vesnická rada (vesnice Luhy a Hoverla Rachivského rajónu)                                                                         | 128 samostatná horská útočná brigáda                                                | Starší voják, střelec-sniper                                                                 | 30. srpna 2022            | Chersonská oblast                                                                              | [ 20 ]               |
| 17 | Burjanov Ihor Valerijovyč         | Propozice                                                         | poslanec Podilské rajónní rady ve městě Kropyvnyckyj 6., 7., 8. svolání, Kirovohradská oblast                                              | 92 samostatná mechanizovaná brigáda                                                 | voják-minometčík                                                                             | 5. října 2022             | u vesnice Orljanka, Kupjanského rajónu, Charkovské oblasti                                     | [ 21 ] [ 22 ]        |
| 18 | Zajcev Vjačeslav Oleksijovyč      | Evropská Solidarita                                               | poslanec Záporožské městské rady | 79 samostatná výsadková útočná brigáda                                              | mladší seržant                                                                               | 5. října 2022             | Doněcká oblast                                                                                 | [ 23 ] [ 24 ]        |
| 19 | Djačenko Ihor Hryhorovyč          | Všeukrajinské sdružení „Svoboda“                                  | poslanec 7. svolání Holoprystanské městské rady, Chersonská oblast                                                                         | Karpatská Sič                                                                       | mladší seržant (velitel oddílu)                                                              | 22. října 2022            | u vesnice Terny, Doněcké oblasti                                                               | [ 25 ] [ 14 ]        |
| 20 | Luň Jurij                         | Všeukrajinské sdružení „Svoboda“                                  | poslanec 6. svolání Lvovské městské rady                                                                                                   | 80 samostatná výsadková útočná brigáda                                              | sniper                                                                                       | 25. října 2022            | vesnice Nevske, Luhanská oblast                                                                | [ 14 ]               |
| 21 | Senyšyn Volodymyr                 | Evropská Solidarita                                               | poslanec Kamjanka-Buzké městské rady 8. svolání, Lvovská oblast                                                                            | 3 samostatná mechanizovaná brigáda; 24samostatné mechanizované brigády              | starší poručík (velitel kulometné čety)                                                      | 6. prosince 2022          | Opytne                                                                                         | [ 26 ]               |
| 22 | Matkovskyj Jevhen Serhijovyč      | Všeukrajinské sdružení „Svoboda“                                  | poslanec 7. svolání Chersonské městské rady                                                                                                | 25 samostatná výsadková brigáda                                                     |                                                                                              | 27. prosince 2022         | u vesnice Červonopopivka, Luhanská oblast                                                      | [ 27 ]               |
| 23 | Ostapiv Roman Bohdanovyč          | Evropská Solidarita                                               | poslanec Velyki Hajivské vesnické rady Ternopilského rajónu                                                                                | Ozbrojené síly Ukrajiny (jednotka nestanovena)                                      |                                                                                              | 10. ledna 2023            | Doněcká oblast                                                                                 | [ 28 ]               |
| 24 | Arkadij Piščanskyj                | Všeukrajinské sdružení „Svoboda“                                  | poslanec Kyjevské rajónní rady ve městě Poltava                                                                                            | 116 samostatná brigáda územní obrany                                                | mladší seržant (velitel oddílu)                                                              | 24. ledna 2023            | Smrtelně zraněn ve vesnici Parasovijivka, Doněcké oblasti, zemřel ve vojenské nemocnici Dnipro | [ 14 ]               |
| 25 | Svincičkij Vitalij Kazymyrovyč    | Národní kontrola                                                  | poslanec Lvovské městské rady 7. svolání                                                                                                   | 80 samostatná výsadková útočná brigáda                                              | voják                                                                                        | 25. ledna 2023            |                                                                                                | [ 29 ]               |
| 26 | Vorobjov Oleksandr Trochymovyč    | Evropská Solidarita                                               | poslanec „Evropské Solidarity“ v Čornobajivské obecní radě, Chersonská oblast                                                              | DUK PS                                                                              | starší voják                                                                                 | 29. ledna 2023            | Vuhledar                                                                                       | [ 30 ]               |
| 27 | Kornijčuk Andrij Oleksandrovyč    | Radikální strana Oleha Ljaška                                     | poslanec Kostopilské městské rady, Rivnenská oblast                                                                                        | 25 samostatná výsadková brigáda                                                     | (granátometčík)                                                                              | 20. února 2023            | Červonopopivka                                                                                 | [ 31 ] [ 32 ]        |
| 28 | Kabačok Vitalij Ivanovyč          | Evropská Solidarita                                               | poslanec Poltavské oblastní rady VII. svolání                                                                                              | Ozbrojené síly Ukrajiny (jednotka nestanovena)                                      |                                                                                              | 3. března 2023            | Bachmut                                                                                        | [ 33 ]               |
| 29 | Varčuk Ivan Mychajlovyč           | Agrární strana Ukrajiny                                           | poslanec Sokyrianské městské rady, Černovická oblast                                                                                       | Ozbrojené síly Ukrajiny (jednotka nestanovena)                                      |                                                                                              | 4. března 2023            | Budarky                                                                                        | [ 34 ]               |
| 30 | Krupa Ljubomyr Levkovyč           | Za budučnost                                                      | zástupce předsedy Ternopilské oblastní rady (2015—2020), poslanec Ternopilské oblastní rady 7., 8. svolání a Velykoberezovycké obecní rady | 83. samostatný prapor 105 samostatné brigády územní obrany Ozbrojených sil Ukrajiny | kulometník                                                                                   | 23. března 2023           | Kupjanský směr, Charkovská oblast                                                              | [ 35 ] [ 36 ]        |
| 31 | Pirus Artur Mykolajovyč           | Ukrajinská haličská strana                                        | poslanec městské rady Haličské územní komunity, Ivano-Frankivská oblast                                                                    | 50 pluk Národní gardy Ukrajiny                                                      | starší voják                                                                                 | 27. března 2023           | směrem na Kremennu, Luhanská oblast                                                            | [ 37 ] [ 38 ]        |
| 32 | Vertepnyj Anatolij                |                                                                   | poslanec Vyhodské obecní rady, Ivano-Frankivská oblast                                                                                     | 3 samostatná útočná brigáda                                                         | starší seržant                                                                               | 8. dubna 2023             |                                                                                                | [ 39 ] [ 40 ]        |
| 33 | Karban Anatolij Jevhenovyč        | Evropská Solidarita                                               | poslanec Myrhorodské městské rady, Poltavská oblast                                                                                        | 116 samostatná brigáda územní obrany                                                | hlavní seržant (bojový medik)                                                                | 12. dubna 2023            | Tonenke                                                                                        | [ 41 ]               |
| 34 | Barna Oleh Stepanovyč             | Evropská Solidarita                                               | lidový poslanec Verchovné rady 8. svolání                                                                                                  | 68 samostatná myslivecká brigáda                                                    | starší seržant                                                                               | 17. dubna 2023            | Pavlivka                                                                                       | [ 42 ] [ 43 ]        |
| 35 | Kozačuk Vitalij Petrovyč          |                                                                   | poslanec Vyšnivské vesnické rady 8. svolání Kovelovského rajónu                                                                            | 10 samostatná horská útočná brigáda                                                 | střelec-zdravotník                                                                           | 2. května 2023            | Bohdanivka, Doněcká oblast                                                                     | [ 44 ] [ 45 ]        |
| 36 | Matvijčuk Julian Oleksandrovyč    | Všeukrajinské sdružení „Svoboda“                                  | předseda Poltavské městské organizace VO „Svoboda“, poslanec Poltavské městské rady 7. svolání                                             | Brigáda Národní gardy Ukrajiny „Azov“                                               | mladší seržant, Hrdina Ukrajiny                                                              | 21. května 2023           | Dnipro (zemřel v nemocnici na zranění utrpěná na frontě)                                       | [ 46 ]               |
| 37 | Bobrov Oleksandr Anatolijovyč     | Občanská pozice                                                   | poslanec Polonenské městské rady, předseda frakce, Chmelnická oblast                                                                       | 47 samostatná mechanizovaná brigáda                                                 |                                                                                              | 8. června 2023            | Novodanylivka                                                                                  | [ 47 ]               |
| 38 | Brezyckyj Jevhenij Leonidovyč     |                                                                   | poslanec Velykomychajlivské vesnické rady, Dněpropetrovská oblast                                                                          | Ozbrojené síly Ukrajiny (jednotka blíže neurčena)                                   | mladší seržant, velitel bojového vozidla                                                     | do 23. června 2023        |                                                                                                | [ 48 ]               |
| 39 | Černickyj Andrij                  | Všeukrajinské sdružení „Svoboda“                                  | poslanec Chmelnycké městské rady 7. svolání                                                                                                | 19 samostatný střelecký prapor                                                      | velitel střeleckého oddílu                                                                   | 1. července 2023          | Luhanská oblast                                                                                | [ 49 ]               |
| 40 | Slabenko Serhij Ivanovyč          | Naše Ukrajina; Baťkivščyna                                        | Lidový poslanec Ukrajiny 4. svolání, poslanec Volyňské oblastní rady 5., 6., 7. svolání                                                    |                                                                                     |                                                                                              | 4. srpna 2023             | ve směru Záporoží                                                                              | [ 50 ] [ 51 ]        |
| 41 | Ilnyckyj Serhij Volodymyrovyč     | Evropská Solidarita                                               | poslanec Kyjevské městské rady | 28 samostatná mechanizovaná brigáda                                                 | plukovník, velitel oddílu „Pivdeň“ UDA                                                       | 22. srpna 2023            | u obce Kurdjumivka, Bachmutského rajónu, Doněcké oblasti                                       | [ 52 ]               |
| 42 | Roman Fomenko                     | Všeukrajinské sdružení „Svoboda“                                  | poslanec Vasylkivské rajónní rady 7. svolání, Kyjevská oblast                                                                              |                                                                                     |                                                                                              | druhá polovina srpna 2023 | u vesnice Kliščijivka, Bachmutského rajónu, Doněcké oblasti                                    | [ 53 ]               |
| 43 | Huz Kyrylo Ihorovyč               | bezpartijní, zvolen za Opoziční platforma – Za život              | poslanec Šostkinské rajónní rady, Sumská oblast                                                                                            |                                                                                     | velitel průzkumného oddílu, starší voják                                                     | 4. září 2023              | vesnice Jampilka, Doněcká oblast                                                               | [ 55 ]               |
| 44 | Serhijko Vadym Anatolijovyč       | Rodný dům                                                         | poslanec Snovské městské rady, Černihivská oblast                                                                                          |                                                                                     | střelec střeleckého oddílu                                                                   | 23. září 2023             | u Fedorivky, Doněcké oblasti                                                                   | [ 57 ]               |
| 45 | Ljašok Myroslav                   | Evropská Solidarita                                               | poslanec Šostkinské rajónní rady, Sumská oblast                                                                                            | Samostatný zvláštní oddíl „Azov“                                                    |                                                                                              | 21. října 2023            | u města Kremenna                                                                               | [ 58 ]               |
| 46 | Vasyl Mazuryk                     | Všeukrajinské sdružení „Svoboda“                                  | Poslanec Turijské rajónní rady, Volyňská oblast                                                                                            | 14 samostatná mechanizovaná brigáda                                                 |                                                                                              | 21. listopadu 2023        | při výkonu služby                                                                              | [ 59 ]               |
| 47 | Ivaniuk Ihor Vjačeslavovyč        | Všeukrajinské sdružení „Svoboda“                                  | poslanec Žovkevské rajónní rady (2010—2015), Dubljanské městské rady (2015—2020)                                                           | 5 samostatná útočná brigáda                                                         | hlavní seržant, velitel oddílu                                                               | 29. prosince 2023         | ve směru Bachmut                                                                               | [ 60 ]               |
| 48 | Ihnatjev Heorhij Olehovyč         | Baťkivščyna                                                       | poslanec Sumské rajónní rady |                                                                                     |                                                                                              | 12. ledna 2024            | při výkonu služby                                                                              | [ 61 ] [ 62 ]        |
| 49 | Tymoščuk Andrij Ivanovyč          | Všeukrajinské sdružení „Svoboda“                                  | Podilská rajónní rada v Poltavě | 102 samostatná brigáda územní obrany                                                | starší voják, referent raketově-dělostřelecké služby                                         | 2. ledna 2024             |                                                                                                | [ 63 ]               |
| 50 | Jan Kvilinskyj                    | Všeukrajinské sdružení „Svoboda“                                  | Předseda Dibrivské vesnické rady 2015-2020                                                                                                 | SSO Ozbrojených sil Ukrajiny                                                        | Starší voják, operátor-plamenometčík SSO                                                     | 23. ledna 2024            | u Avdijivky v Doněcké oblasti                                                                  | [ 64 ]               |
| 51 | Hyrenko Volodymyr Mykolajovyč     | Blok Kernesa — Úspěšný Charkov                                    | poslanec 6., 7. a 8. svolání Ljubotynské městské rady                                                                                      |                                                                                     | mladší seržant                                                                               | 1. února 2024             | vesnice Ivanivka ve Kupjanském směru                                                           | [ 65 ]               |
| 52 | Čečil Andrij Vasylovyč            | Všeukrajinské sdružení „Svoboda“                                  | poslanec Fursivské ОТГ, Kyjevská oblast.                                                                                                   | 47 samostatná mechanizovaná brigáda                                                 |                                                                                              | 21. ledna 2024            | u sídla Stepove, Doněcké oblasti                                                               | [ 66 ] [ 67 ]        |
| 53 | Haba Mykola Ivanovyč              | Všeukrajinské sdružení „Svoboda“                                  | poslanec Brodské městské rady, Lvovská oblast.                                                                                             | 80 samostatná výsadková útočná brigáda                                              | starší poručík (velitel čety úderných bezpilotních leteckých komplexů)                       | 8. února 2024             | Bachmutský rajón v Doněcké oblasti                                                             | [ 68 ]               |
| 54 | Zelenčuk Andrij Dmytrovyč         | Služebník lidu                                                    | poslanec Verchovynské rajónní rady, Ivano-Frankivská oblast                                                                                |                                                                                     | starší seržant (hlavní seržant-velitel průzkumného oddílu průzkumné čety)                    | 27. února 2024            | ve směru Záporoží                                                                              | [ 69 ] [ 70 ]        |
| 55 | Sokolovskyj Nazar Ostapovyč       | Evropská Solidarita                                               | poslanec Sarančukivské vesnické komunity, Ternopilská oblast                                                                               | SSO Ozbrojených sil Ukrajiny                                                        | voják                                                                                        | 1. března 2024            | u Hluchova, Sumské oblasti                                                                     | [ 72 ]               |
| 56 | Brovko Ihor Oleksandrovyč         | bezpartijní, zvolen za Občanské hnutí Mykoly Tomenka „Rodná země“ | poslanec Petrivské vesnické rady, Kyjevská oblast                                                                                          | 143 samostatná mechanizovaná brigáda                                                | mladší seržant (velitel čety)                                                                | 1. dubna 2024             | v Doněcké oblasti                                                                              | [ 73 ] [ 74 ]        |
| 57 | Lymancuk Jevhenij Volodymyrovyč   | Všeukrajinské sdružení „Svoboda“                                  | poslanec Konotopské městské rady 7. svolání, Sumská oblast                                                                                 |                                                                                     |                                                                                              | začátek dubna 2024        |                                                                                                | [ 75 ]               |
| 58 | Kuzněcov Oleksandr Serhijovyč     | Opoziční blok                                                     | poslanec Kremenčucké rajónní rady 7. svolání                                                                                               |                                                                                     | mladší seržant                                                                               | 3. května 2024            | Netajlove, Pokrovský rajón, Doněcká oblast                                                     | [ 77 ]               |
| 59 | Bakun Anatolij                    | Všeukrajinské sdružení „Svoboda“                                  | poslanec Pokrovské rajónní rady Kryvého Rohu Dněpropetrovské oblasti (2014—2019)                                                           | 248 prapor 129 brigády ÚO                                                           | saper                                                                                        | 7. května 2024            | vesnice Marjinske, Kryvorižský rajón                                                           | [ 78 ]               |
| 60 | Kravcunenko Mykola Heorhijovyč    | Opoziční platforma – Za život                                     | poslanec Izmajilské městské rady 8. svolání, Oděská oblast                                                                                 |                                                                                     | velitel protitankové čety                                                                    | polovina května 2024      |                                                                                                | [ 79 ]               |
| 61 | Mychalčuk Kosťantyn Ivanovyč      | Svépomoc (Ukrajina)                                               | poslanec Šepetivské městské rady 7. svolání, Chmelnická oblast                                                                             |                                                                                     | poručík                                                                                      | 27. května 2024           | ve směru na Charkov                                                                            | [ 80 ]               |
| 62 | Tarasiuk Ihor Mykolajovyč         | Baťkivščyna                                                       | poslanec Kolodjažnenské vesnické rady, Volyňská oblast                                                                                     |                                                                                     | mladší seržant, starší střelec-operátor mechanizovaného oddílu                               | 14. června 2024           | Pokrovský rajón v Doněcké oblasti                                                              | [ 81 ] [ 82 ]        |
| 63 | Burko Roman Ivanovyč              | UKROP                                                             | poslanec Šeptycké městské rady 7. svolání, Lvovská oblast                                                                                  | 42 samostatná mechanizovaná brigáda                                                 | voják, starší střelec-sniper mechanizovaného oddílu                                          | 9. července 2024          | u vesnice Starycja, Charkovská oblast                                                          | [ 83 ] [ 84 ]        |
| 64 | Sirman Dmytro Onufrijovyč         | Naše Ukrajina                                                     | poslanec Černovické městské rady 6. svolání, poslanec Černovické rajónní rady 4. a 5. svolání                                              | 116 samostatná mechanizovaná brigáda                                                | spojka                                                                                       | 3. srpna 2024             | u Syňkivky ve směru na Kupjansk                                                                | [ 85 ] [ 86 ]        |
| 65 | Ljubomyr Hulij                    | Všeukrajinské sdružení „Svoboda“                                  | poslanec Otynijské komunity Kolomyjského rajónu, Ivano-Frankivská oblast                                                                   | 225 samostatný útočný prapor                                                        | mladší seržant, velitel útočného oddílu                                                      | 14. září 2024             | Novyj Puť, Kurská oblast                                                                       | [ 87 ]               |
| 66 | Rjabošlyk Oleksandr Volodymyrovyč | UKROP                                                             | poslanec Čerkaské oblastní rady 7. svolání                                                                                                 |                                                                                     | mladší poručík                                                                               | 24. října 2024            | v nemocnici na zranění utrpěná 2. září 2024 na okraji Torecku, Doněcká oblast                  | [ 88 ] [ 89 ]        |
| 67 | Prymenko Serhij Oleksandrovyč     |                                                                   | poslanec Hlejuvaté vesnické rady, Dněpropetrovská oblast                                                                                   |                                                                                     |                                                                                              | 8. listopadu 2024         | ve směru Doněck                                                                                | [ 90 ]               |
| 68 | Koval Mychajlo Olehovyč           | bezpartijní, zvolen za stranu „Důvěra“                            | poslanec Čortkivské rajónní rady, Ternopilská oblast                                                                                       | 63 samostatná mechanizovaná brigáda                                                 | major (velitel 55. praporu)                                                                  | 12. ledna 2025            | v obci Jampil, Doněcké oblasti                                                                 | [ 91 ] [ 92 ]        |
| 69 | Suchyna Vasyl Vasylovyč           | Evropská Solidarita                                               | poslanec Bohoduchivské rajónní rady 8. svolání, Charkovské oblasti                                                                         | 92 samostatná útočná brigáda                                                        | (v mobilní skupině PVO)                                                                      | 25. ledna 2025            | v nemocnici                                                                                    | [ 93 ] [ 94 ]        |
| 70 | Savčenko Serhij Volodymyrovyč     | Všeukrajinské sdružení „Svoboda“                                  | poslanec Kirovohradská oblastní rada VII. svolání; Oleksandrivské ОТГ 2020-2025                                                            | 4 brigáda operačního určení NG „Rubiž“, prapor „Síla Svobody“                       | starší poručík                                                                               | 31. ledna 2025            | od FPV-dronu v Doněcké oblasti                                                                 | [ 95 ]               |
| 71 | Solovjov Ihor Jurijovyč           | Baťkivščyna                                                       | poslanec Berezivské rajónní rady tří svolání, Oděské oblasti                                                                               | 35 samostatná brigáda námořní pěchoty                                               | major                                                                                        | 5. února 2025             | Doněcká oblast                                                                                 | [ 96 ]               |
| 72 | Semenov Valerij Serhijovyč        | Hlas (Ukrajina)                                                   | poslanec Slavutyčské městské rady, Kyjevská oblast                                                                                         | 72 samostatná výsadková útočná brigáda                                              | Voják                                                                                        | 12. března 2025           | ve směru na Pokrovsk                                                                           | [ 97 ] [ 98 ]        |
| 73 | Pšenyčnyj Anton                   | Služebník lidu                                                    | poslanec Berďanské městské rady, Záporožská oblast                                                                                         | Útočný pluk „Safari“, Útočná brigáda Národní policie „Ljuť“                         |                                                                                              | 13. března 2025           | v Torecku                                                                                      | [ 99 ] [ 100 ]       |
| 74 | Kukuškin Oleh Jurijovyč           | Baťkivščyna                                                       | poslanec Biljajivské městské rady, Oděská oblast                                                                                           |                                                                                     | velitel čety průzkumu a korekce (UAV)                                                        | 17. března 2025           | u vesnice Kamin, Černihivské oblasti                                                           | [ 101 ]              |
| 75 | Ljutenko Jakiv Oleksandrovyč      | Služebník lidu                                                    | poslanec Soledarské městské rady dvou svolání, Doněcké oblasti                                                                             |                                                                                     | mladší seržant                                                                               | 4. dubna 2025             | ve směru Záporoží                                                                              | [ 102 ] [ 103 ]      |
| 76 | Ostapčuk Ihor Oleksijovyč         | Všeukrajinské sdružení „Svoboda“                                  | poslanec Koroľovské rajónní rady VII. svolání, Žytomyrské oblasti                                                                          | 79. samostatná výsadková útočná brigáda                                             | voják                                                                                        | 6. dubna 2025             | Kurská oblast                                                                                  | [ 104 ]              |
| 77 | Kladijenko Oleksandr Ivanovyč     |                                                                   | poslanec Vyšhorodské městské rady 7., 8. svolání, Kyjevské oblasti                                                                         | 4 brigáda operačního určení NG „Rubiž“, prapor „Svoboda“                            |                                                                                              | 14. dubna 2025            | na Východní frontě                                                                             | [ 105 ]              |
| 78 | Hudym Roman Ivanovyč              | Za budučnost                                                      | poslanec Ovadnivské vesnické rady 8. svolání, Volyňské oblasti                                                                             |                                                                                     |                                                                                              | 2. června 2025            | v oblasti vesnice Stupočka, Doněcké oblasti                                                    | [ 106 ] [ 107 ]      |
| 79 | Vnučko Serhij Jakovyč             | samokandidát                                                      | poslanec Mychajlivské vesnické rady 8. svolání, Poltavské oblasti                                                                          | 93 samostatná mechanizovaná brigáda                                                 |                                                                                              | 11. července 2025         | ve směru Doněck                                                                                | [ 108 ] [ 109 ]      |
| 80 | Savenko Valerij Anatolijovyč      | Baťkivščyna                                                       | poslanec Novoukrajinské rajónní rady 8. svolání, Kirovohradské oblasti                                                                     | inženýrsko-sapérský prapor                                                          | vedl finančně-ekonomickou službu                                                             | konec července 2025       | v Kirovohradské oblasti                                                                        | [ 110 ]              |